# Pohnsdorf
Pohnsdorf è un comune di 484 abitanti dello Schleswig-Holstein, in Germania.
Appartiene al circondario (Kreis) di Plön (targa PLÖ) ed è parte della comunità amministrativa (Amt) di Preetz-Land.